# مؤسسة بايلر
تمتلك مؤسسة بيلير ، بمتحفها في ريهين ، بالقرب من بازل (سويسرا) ، وتشرف على المجموعة الفنية لـ هيلدي و ارنست بيلير ، والتي تتميز بالفن الحديث والتقليدي. يضم متحف مؤسسة بيلير مساحة للمعارض الخاصة المقامة لتكملة المجموعة الدائمة. في عام 2006 ، زار المتحف ما يقرب من 340.000 شخص. بلغ عدد الزوار في عام 2016 نحو 332.000 زائر. مؤسسة بيلير هي أكثر المتاحف الفنية زيارةً في جميع أنحاء سويسرا. يتم تمويل المتحف بشكل صحيح ، ويتلقى منحًا سنوية من كانتونات مدينة بازل ومقاطعة بازل وبلدية ريهين. الشركاء الرئيسيون للمؤسسة هم Bayer AG و نوفرتيز والبنك السويسري UBS.

## تاريخ
قام تجار الفن إرنست بيلر (16 يوليو 1921 - 25 فبراير 2010) وهيلدا كونز (1922-18 يوليو 2008) ، المعروفين باسم هيلدي ، بإنشاء مؤسسة بيلير في عام 1982 وكلف رينزو بيانو بتصميم متحف لإيواء مجموعتهما الخاصة. عُرضت المجموعة لأول مرة بشكل علني بكاملها في Centro de Arte Reina Sofía في مدريد عام 1989 ، ثم عُرضت لاحقًا في Neue Nationalgalerie في برلين عام 1993 ومعرض الفنون نيو ساوث ويلز في سيدني عام 1997. في سبتمبر 1994 تم إنشاء المتحف. كان من المقرر الافتتاح في عام 1996 ، ولكن تم تأجيله حتى عام 1997 بسبب التأخير في البناء. في أكتوبر 1997 ، أتاحت مؤسسة بيلير مجموعتها للجمهور.

## المجموعة والمعارض

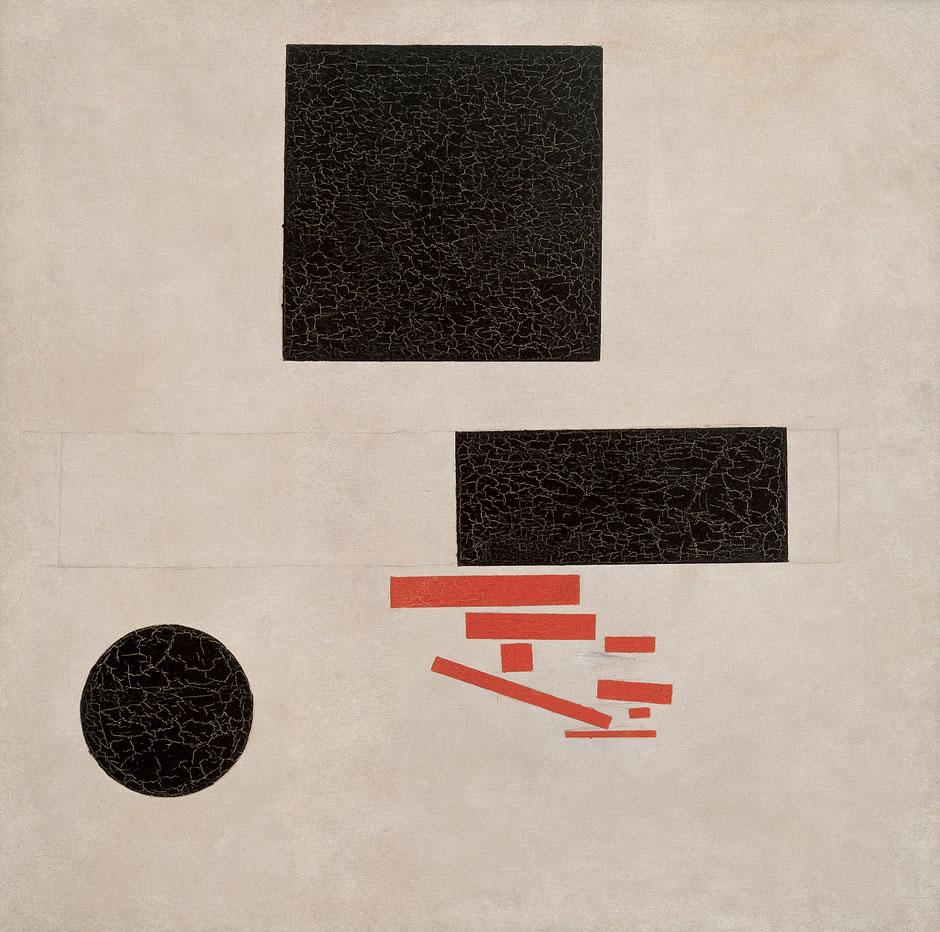
كازيمير ماليفيتش، تكوين التفوق، 1915 زيت على قماش، متحف 80،4 × 80،6 سم

افتتحت مؤسسة بيلير أبوابها في 18 أكتوبر 1997 ، حيث قدمت 140 عملاً من الكلاسيكيات الحديثة ، بما في ذلك 23 بيكاسو. تعكس المجموعة الإجمالية المكونة من 200 عمل من أعمال الحداثة الكلاسيكية آراء هيلدي وإرنست بيلر حول فن القرن العشرين وتسليط الضوء على السمات المميزة للفترة من كلود مونيه وبول سيزان وفينسنت فان جوخ إلى بابلو بيكاسو وآندي وارهول وروي ليختنشتاين وفرانسيس بيكون (فنان). تظهر اللوحات إلى جانب حوالي 25 قطعة فنية قبلية من إفريقيا وأوقيانوسيا وألاسكا. تم تخصيص ثلث مساحة المعرض للمعارض الخاصة المقامة لتكملة المجموعة الدائمة.
جاء تتويج مسيرة بييلر المهنية في عام 2007 عندما تم لم شمل جميع الأعمال التي مرت بيديه في المتحف من أجل معرض ضخم تضمن لوحة فان جوخ لعام 1889 لبريد ساعي البريد رولين ، وليشتنشتاين بلس ومينوس الثالث ولوحة تنقيط معبرة ضخمة لجاكسون بولوك. المجموعة آخذة في التوسع ، لا سيما فيما يتعلق بالأعمال التي تم إنجازها بعد عام 1950 (تشمل المقتنيات الأخيرة قطع لويز بورجوا وولفجانج تيلمانز). في عام 2013 ، تبرعت جامع الأعمال الفنية الفرنسية ميشلين رينارد بالعديد من الأعمال الفنية للمتحف ، بما في ذلك جان دوبوفيه ، وجان ميشيل باسكيات ، وسام فرانسيس ، وسيغمار بولك. تم عرض الكنز لأول مرة في المتحف في عام 2014.
تعمل الحديقة المحيطة بالمتحف أيضًا بشكل دوري كمكان للمعارض الخاصة. في عمل بعنوان "الأشجار المغلفة" ، قام كريستو وجين كلود بحجب 178 شجرة في الحديقة المحيطة بمؤسسة بيلير وفي حديقة بيروير المجاورة بين 13 تشرين الثاني / نوفمبر و 14 كانون الأول / ديسمبر 1998.

## مجموعة فنية مختارة من المتحف

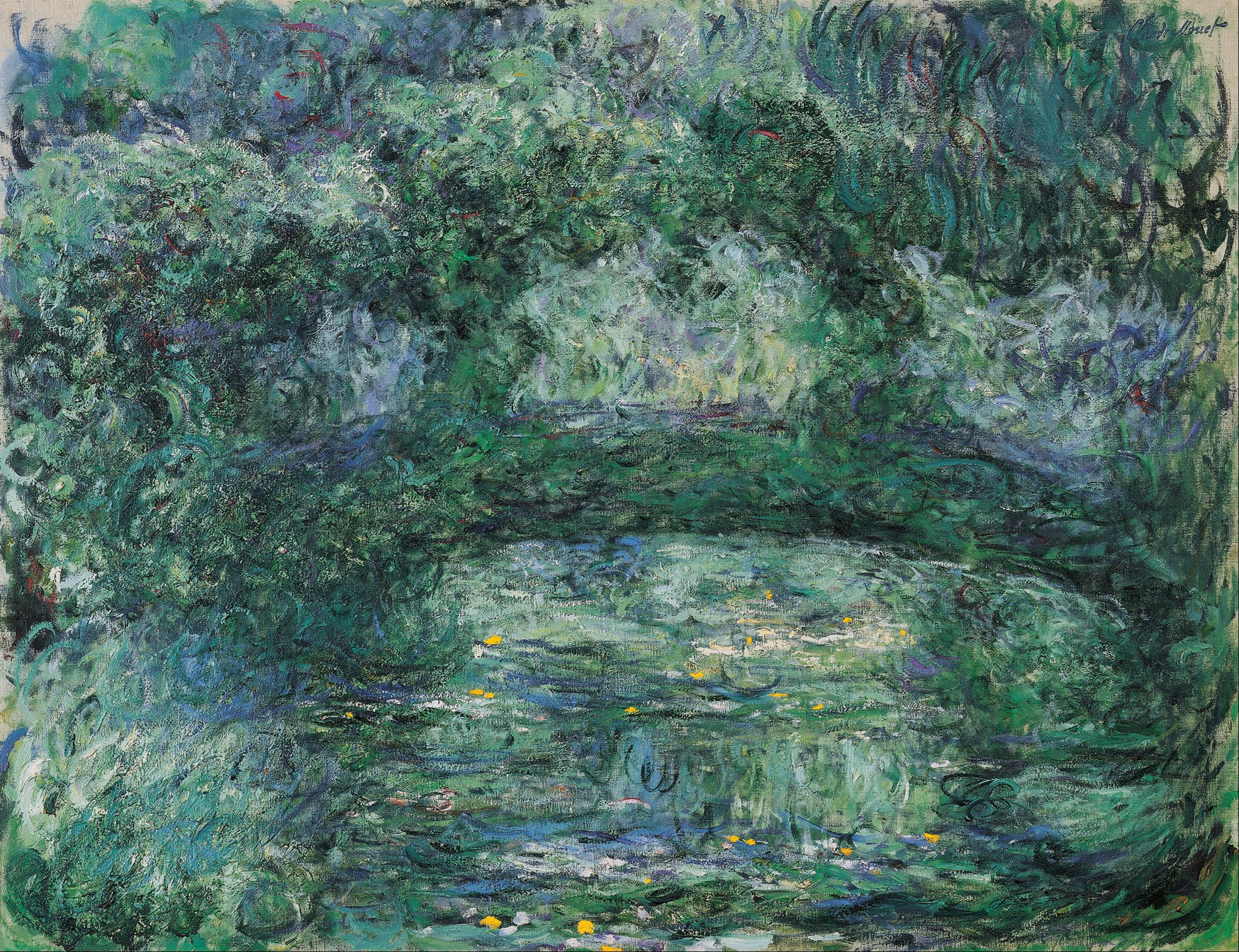
Claude Monet
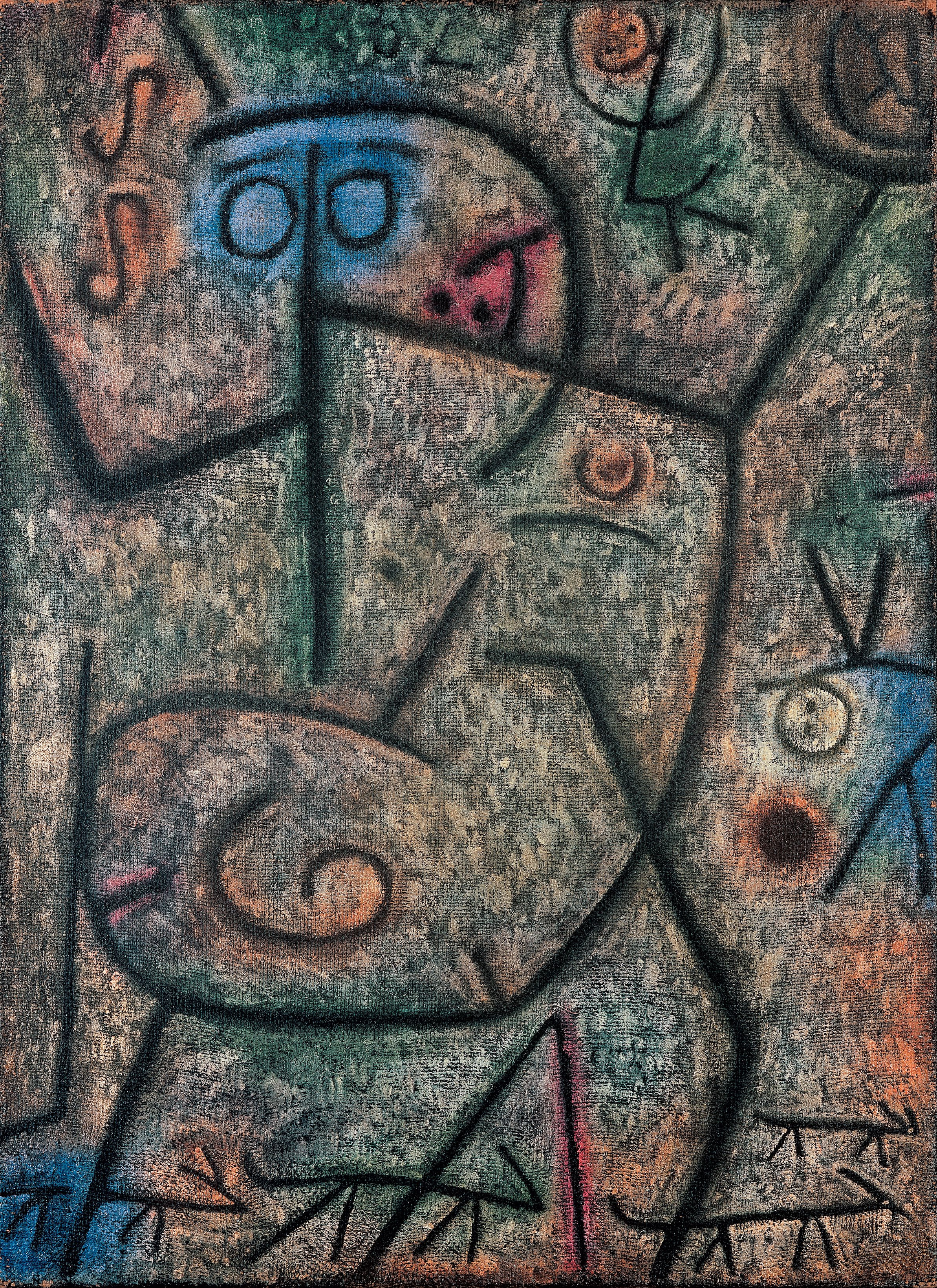
Paul Klee
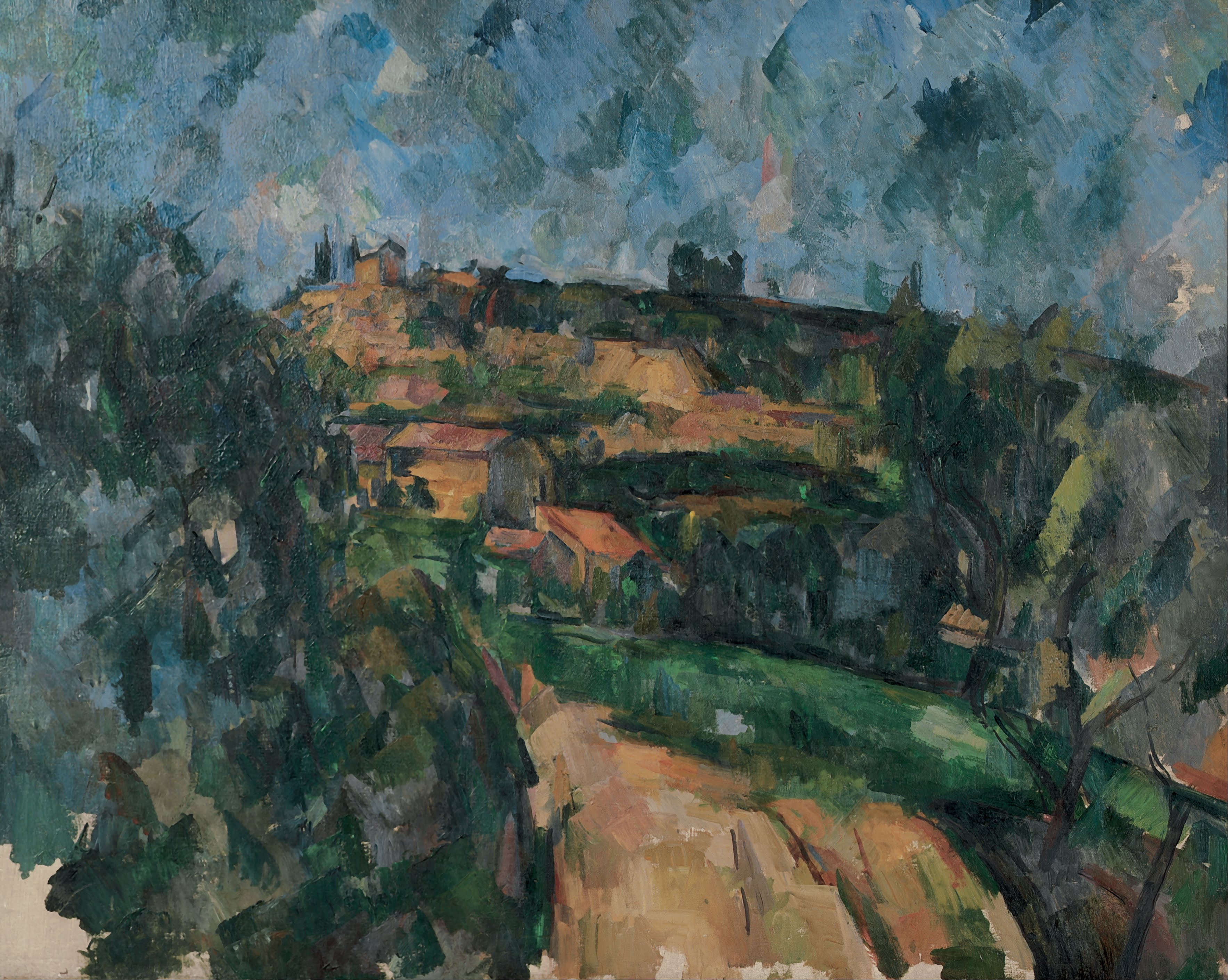
Paul Cézanne
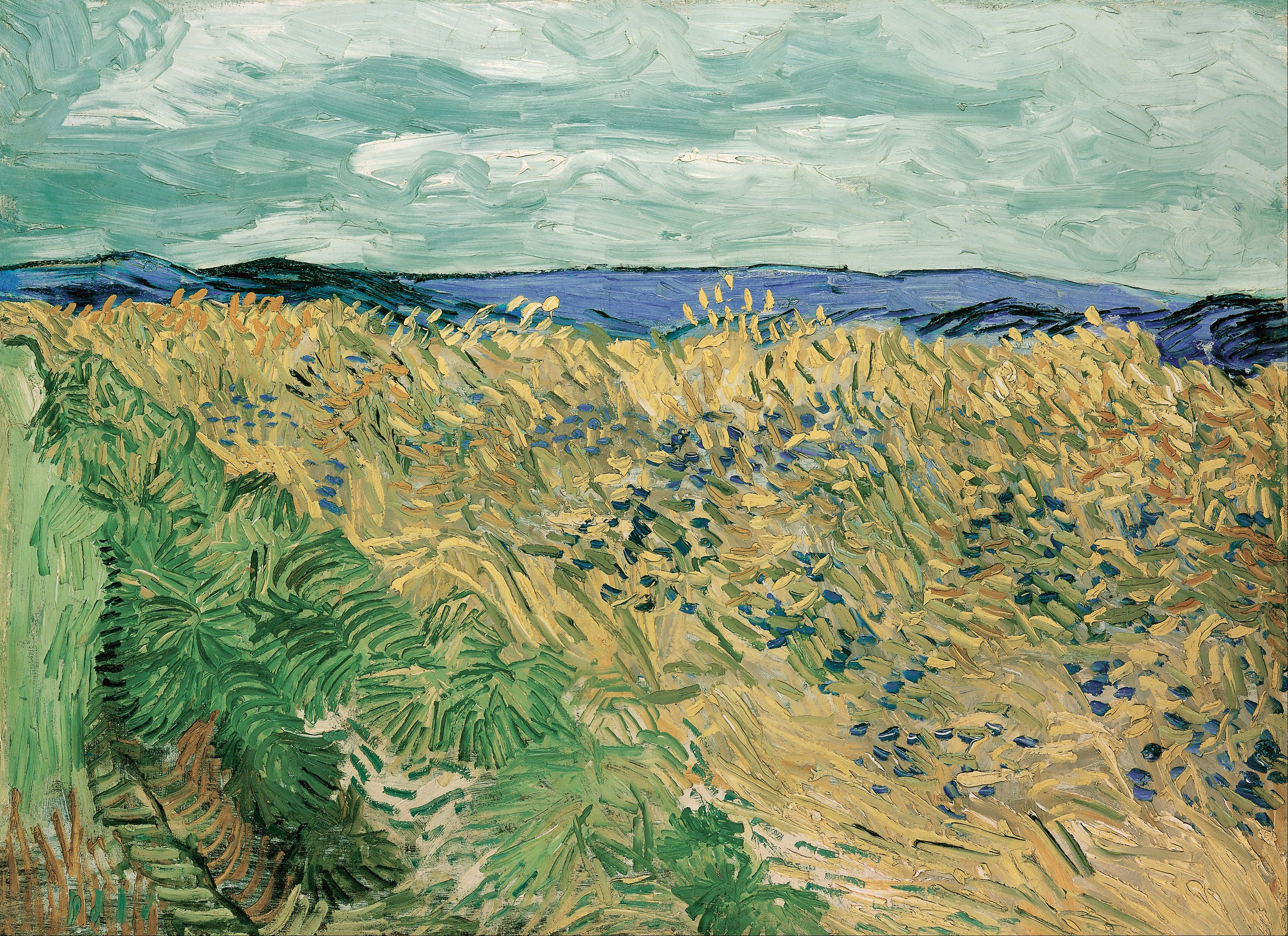
Vincent Van Gogh

## الفن المعماري
وفقًا لتصميم المهندس المعماري الإيطالي رينزو بيانو ، بدأ بناء المتحف في سبتمبر 1994 في حديقة Berower في ريهين. كان من المفترض أن يكون المتحف جزءًا لا يتجزأ من حديقة المناظر الطبيعية الإنجليزية في المتنزه ، ووفقًا لبيلير ، ليس فقط متحفًا ولكن أيضًا محطة طاقة صغيرة يستعيد زوارها قوتهم فيها. يتميز المبنى بواجهة زجاجية تطل إلى حد كبير على حقول الذرة والكروم التي تغطي تلال Tüllinger. ألهم الجداران المحيطان لموقع الحديقة الأصلي فكرة تصميم المتحف. تم استبدال الجدار الأحمر المبني من الرخام السماقي من باتاغونيا بأمريكا الجنوبية بالجدار الأصلي الذي كان موجودًا من قبل. أربعة جدران من الرخام السماقي بطول 115 مترًا (377 قدمًا) تمتد من الشمال إلى الجنوب وتقف على بعد 7 أمتار (23 قدمًا) تحدد خطة المبنى. يرتكز السقف الزجاجي الخفيف والمطلي بالمينا باللون الأبيض على الجزء العلوي من جدران الأساس الصلب ، وهو يسمح بدخول الضوء الشمالي ولكنه يحجب الضوء من الشرق والغرب. على طول الجانبين الشمالي والجنوبي ، يبرز السقف بعيدًا عن الجدران ، مما يؤدي إلى تظليل الواجهات الزجاجية من الشمس. في عام 1999 ، بعد أقل من عامين من افتتاح صرح المتحف ، تم تمديد المبنى بمقدار 12 مترًا (39 قدمًا) ، مما أدى إلى زيادة مساحة المعرض الإجمالية بمقدار 458 مترًا مربعًا (4930 قدمًا مربعًا) حتى الوقت الحاضر (اعتبارًا من أبريل 2020) 3764 مترا مربعا (40520 قدما مربعا).
يقع فندق Baroque Villa Berower في مقابل مبنى المتحف ، ويضم قسم إدارة المتحف ومطعمًا.